# 僕らをつなぐもの
『僕らをつなぐもの』（ぼくらをつなぐもの）は、秦基博の1枚目のミニアルバム。

## 解説
- 全作詞作曲編曲は秦基博。初のセルフプロデュース作品。
- 初回限定盤は、2006年12月25日に行われたクリスマスプレミアライブの模様を収めたDVD付。
- 2009年1月21日には、「僕らをつなぐもの プレミアム・エディション」として再リリースされた。また、ボーナストラックとして3曲の音源および映像が追加収録された。

## 収録曲
- 「やわらかな午後に遅い朝食を」、「風景」、「プール」は『プレミアム・エディション盤』のみ収録。

### CD
| 全作詞・作曲・編曲: 秦基博。 |                           |        |            |      |
| #                            | タイトル                  | 作詞   | 作曲・編曲 | 時間 |
| 1.                           | 「僕らをつなぐもの」      | 秦基博 | 秦基博     | 5:47 |
| 2.                           | 「青」                    | 秦基博 | 秦基博     | 3:31 |
| 3.                           | 「季節が笑う」            | 秦基博 | 秦基博     | 4:08 |
| 4.                           | 「シンクロ (Album Ver.)」 | 秦基博 | 秦基博     | 4:25 |
| 5.                           | 「dot」                   | 秦基博 | 秦基博     | 5:18 |
| 合計時間:                    | 合計時間:                 | 23:09  |            |      |

| 全作詞・作曲・編曲: 秦基博。 |                                                              |        |            |      |
| #                            | タイトル                                                     | 作詞   | 作曲・編曲 | 時間 |
| 1.                           | 「僕らをつなぐもの」                                         | 秦基博 | 秦基博     | 5:48 |
| 2.                           | 「青」                                                       | 秦基博 | 秦基博     | 3:33 |
| 3.                           | 「季節が笑う」                                               | 秦基博 | 秦基博     | 4:08 |
| 4.                           | 「シンクロ (Album Ver.)」                                    | 秦基博 | 秦基博     | 4:26 |
| 5.                           | 「dot」                                                      | 秦基博 | 秦基博     | 5:24 |
| 6.                           | 「やわらかな午後に遅い朝食を」(ボーナストラック)             | 秦基博 | 秦基博     | 5:04 |
| 7.                           | 「プール」(ボーナストラック)                                 | 秦基博 | 秦基博     | 4:43 |
| 8.                           | 「風景（Acoustic Session with 冨田ラボ）」(ボーナストラック) | 秦基博 | 秦基博     | 5:35 |
| 合計時間:                    | 合計時間:                                                    | 38:41  |            |      |

### DVD
- 『プレミアム・アコースティックLIVE DVD』 Christmas Premium Live at 月見ル君想フ -December 25th 2006-
- 「やわらかな午後に遅い朝食を」、「風景」、「プール」は『プレミアム・エディション盤』のみ収録。

| #  | タイトル                                                                                     | 作詞 | 作曲・編曲 |
| -- | -------------------------------------------------------------------------------------------- | ---- | ---------- |
| 1. | 「青 (2006年12月25日@月見ル君想フ「Christmas Premium Live」)」                               |      |            |
| 2. | 「dot (2006年12月25日@月見ル君想フ「Christmas Premium Live」)」                              |      |            |
| 3. | 「季節が笑う (2006年12月25日@月見ル君想フ「Christmas Premium Live」)」                       |      |            |
| 4. | 「シンクロ (2006年12月25日@月見ル君想フ「Christmas Premium Live」)」                         |      |            |
| 5. | 「僕らをつなぐもの (2006年12月25日@月見ル君想フ「Christmas Premium Live」)」                 |      |            |
| 6. | 「やわらかな午後に遅い朝食を (2007年3月22日@渋谷O-WEST「ぴあデビューレビュー」)」            |      |            |
| 7. | 「風景 (2007年12月11日@SHIBUYA-AX「秦基博 1st LIVE TOUR “CONTRAST"」)」                      |      |            |
| 8. | 「プール (2008年5月27日@中野サンプラザホール「HATA MOTOHIRO THE RAINBOW CONNECTION TOUR」)」 |      |            |

### 曲解説
1. 僕らをつなぐもの
  - 日本テレビ系ドラマスペシャル『セレンディップの奇跡』主題歌
  - 1stアルバム『コントラスト』にアルバムバージョンが収録されている。
2. 青
  - 映画『FOR REAL -ベイスターズ、クライマックスへの真実。-』（2016年）主題歌
3. 季節が笑う
  - 5thシングル「虹が消えた日」にBittersweet Loversバージョンが収録されている。
4. シンクロ (Album Ver.)
  - WOWOWドラマW『真夜中のマーチ』主題歌
  - 1stシングル「シンクロ」収録
5. dot
  - 3rdシングル「青い蝶」にスタジオライブバージョンが収録されている。
6. やわらかな午後に遅い朝食を
  - 1stシングル「シンクロ」収録
7. プール
  - 2ndシングル「鱗（うろこ）」収録
8. 風景（Acoustic Session with 冨田ラボ）
  - 4thシングル「キミ、メグル、ボク」収録